# Templo de Santo Domingo de Huamanga
El Templo de Santo Domingo de Huamanga es una iglesia ubicada en Ayacucho, Perú. Se encuentra en los jirones 9 de Diciembre y María Parado de Bellido. Fue construida durante la época virreinal, entre los siglos XVI y XVII. La construcción con influencia mudéjar, tiene dos torres, la fachada presenta tres arcos y se reconocen dos puertas de acceso.